# 霍巴特级驱逐舰
霍巴特級驱逐舰（英語：Hobart-class destroyer）是澳洲皇家海軍所拥有的一系列神盾驱逐舰，目前有三艘正在服役。

## 計劃
在1992年澳洲部隊構成審查中，提出了取代3艘珀斯级驱逐舰以及大部分阿德莱德级巡防舰的计划。最初的計劃是是增建六艘紐澳軍團級巡防艦以應對防空威胁的需求。但其後發現紐澳軍團级設計過小，無法安裝所需的設備和武器。澳大利亞皇家空軍在1999年改以升級至阿德莱德級來填補珀斯级退役而出現的防空能力缺口。該升級只是作为一个臨時措施，它們仍會在2010年代中期時退役。2000年，澳大利亞國防軍正式啟動替换三艘珀斯级驱逐舰的計劃。 购置防空用途的驱逐舰最初被命名为SEA1400项目，后来被重新命名为SEA4000项目。
导弹驱逐舰的職責是為海軍编队提供舰队防空能力，同時具備一定对陆和对海作战的能力。為此，新設計的驱逐舰須要装配有对舰导弹、用于对陆上单位进行火力支援的火炮、声纳系统反潜系统、鱼雷武备、和舰载直升机用来执行监视等其他任务。
2004年，澳大利亞國防部確認會在設計的軍艦上搭載有美國海軍的神盾戰鬥系統，项目在2005年正式被批准。雷神澳大利亚公司負責整合神盾戰鬥系統到霍巴特级設計中，以及将其接入澳大利亞皇家海軍电子战设备、水下传感器等武器。2005年5月，澳大利亞國防部確認會於南澳大利亚奥斯本的ASC 造船厂为新型导弹驱逐舰的主要造船厂。在2005年下旬，澳大利亚神盾戰鬥系統研究联盟正式成立，包括雷神澳大利亚公司和国防物资组织參與其中，以组织和实施该项目。
澳大利亞國防部在2006年8月公布的导弹驅逐艦初期方案中以美國Gibbs & Cox公司的改进版阿利·伯克級驅逐艦Flight IIA（Evolve Burke Flight 2A）
為基礎，稱為Evolved DDG。此提案最後不敵西班牙F-100提案。
澳大利亞國防工業在荷巴特級的參與額度約55%，主承包商ASC 集团在競標時便承諾，一旦得標， 就會將70%的船段承造工作轉包給澳大利亞境內有承造能力的船廠，使澳大利亞造艦工業廣為受益。在2009年5月，ASC選擇了位於纽卡斯尔 (新南威尔士州)的 FORGACS 集团以及位於凯恩斯 (昆士兰州)的NQEA澳大利亞分公司作為船段供應商 。
不過在不到兩個月的時間，在2009年6月29日，因為NQEA無法滿足得標商的財務要求，澳大利亞方面就將原本由NQEA承包建造的236船段轉給英國贝宜系统集團澳洲分公司在维多利亚州的威廉斯顿造船厂。每艘霍巴特級由31個模組構成，模組的平均尺寸為15m × 12m × 9m，重約200噸 。依照原計畫，三艘霍巴特級全部的93個艦體模組均在澳洲境內建造，其中66個模組由FORGACS集團與贝宜系统的威廉斯頓造船廠建造，佔艦體的70%，而其餘27個艦體模組由ASC旗下位於南澳大利亚奥斯本的船厂制造；所有模組建成後，以海運方式運至ASC的奧斯本總廠進行總裝與系統整合。 霍巴特級的最高執行機構為澳大利亞防空驅逐艦聯盟（AWD Alliance）， 由澳洲國防物資組織(Defence Materiel Organisation，DMO)、ASC集團與雷神澳大利亞分公司組成；而西班牙納凡提亞廠並未加入AWD聯盟，只是與AWD聯盟簽署平台系統設計合約。 在澳洲境內，大約有2500人參與霍巴特級項目的工作，其中包含1500名造船廠人員。

## 敘述
在1980年代，澳大利亞皇家海軍具有區域防空能力的艦艇，包括三艘1960年代成軍的柏斯級(Perth class)飛彈驅逐艦（美製亞當斯級），以及1980年代成軍的六艘阿德萊德級(Adelaide class)飛彈巡防艦（美製派里級）。這九艘艦艇均使用標準SM-1防空飛彈系統，最大射程不超過40公里，而且這兩型艦艇一次最多只能導控兩枚飛彈。雖然澳洲從1990年代起陸續引進八艘紐澳軍團級（Anzac class）巡防艦，但她們並不是區域防空艦艇。
在1992年澳洲政府武裝結構審查（The 1992 Force Structure Review）報告中，規劃了取代柏斯級與阿德萊德級的新一代防空艦艇方案，當時打算建造六艘紐澳軍團級的防空改良版，加長艦體並換裝新型防空作戰裝備；但初步評估後，澳洲認為紐澳軍團級的艦體先天設計不夠大，無法滿足需求，因此這項提議並未付諸實行。因此，澳大利亞皇家海軍轉而規劃一種新設計的防空艦艇，而為了填補新防空艦艇服役前 大約十年的空檔，澳大利亞皇家海軍決定為六艘阿德萊德級中的四艘進行防空升級（即PUP） ，使之至少服役到2010年代中期以後。澳洲政府對此一計畫相當堅持，美國曾在1996年向澳大利亞皇家海軍推銷四艘預定提前除役封存的紀德級飛彈驅逐艦，不過澳洲仍拒絕了這種體型龐大且艦齡偏高的二手艦。
在2000年澳大利亞國防白皮書中，澳大利亞政府提出了一個野心勃勃的SEA 1400大型防空作戰艦艇（Air Defense Ship，ADS）計畫，打算購買三艘具有優秀長程防空能力的大型飛彈驅逐艦，接替當時正在除役的三艘柏斯級（1999至2001年退役）；而如果預算允許， 皇家澳洲海軍還希望能建造第四艘同型艦，而此計畫後來改稱防空作戰驅逐艦計畫(Air Warfare Destroyer，AWD)，代號為SEA 4000。澳洲政府對AWD非常重視，將之放在澳大利亞皇家海軍各造艦案中的第一優先位置 。
雖然AWD以防空為主，但也被要求能因應其他方面的威脅以及擔負水面作戰、反潛等任務，因此艦上仍配備包括反艦飛彈、艦砲在內的水面攻擊武裝，以及包含聲納、反潛作戰系統、魚雷、反潛直昇機在內的反潛作戰裝備。

## 設計
霍巴特級的艦體設計以西班牙第四艘F-100阿爾瓦羅·巴贊級巡防艦Mendez Nfez號（F-104）為基線，根據澳大利亞皇家海軍的需求進行各項變更與改進。在平台部分，與原版F-100相較，霍巴特級的主要改良包括：換裝出力增加（單機23500馬力）的LM2500-SA-MLG38燃氣渦輪；換裝功率與效率更高的Caterpillar Bravo 16 V Bravo柴油機 （單機7580馬力），並改進燃料槽布置，續航距離得以延長到5000海里以上；改善艦上的物資儲存系統並增加儲存量，以因應更長的續航時間；增設艦首推進器，以增強在港灣地形的靈活度；改進航行補給裝置，以提高效率並減少人力需求；更改煙囪頂部外型以改善流體特性；改善船艦在極端氣候（炎熱或酷寒）的作業能力，包括在澳洲南部接近南極區域的惡劣風浪氣候地區，以及強化空調能力，以在低緯度地區作業；擴充改良機庫設施，增加運用的直昇機種；強化損管能力，在損害管制系統中新增有害氣體偵測裝置，當人員艙區出現不明有毒氣體時便立刻發出警告；原本220V/50Hz的輸配電系統更改為240V/50 Hz，整合入殘餘電流裝置（Residual Current Devices，RCD)），並換用澳洲規格的通用電插座；艦上將攜帶更多熱防護衣與救生筏；此外，人員舖位尺寸增加，以改善適居性。霍巴特級編制186名船員與16名航空組員，艦上的舖位可容納230名以上，多餘的舖位就能攜帶額外的特種部隊或訓練學員等。在各種變更與改良之後，霍巴特級的滿載排水量比F-100增加不少 ；最初霍巴特級的設計滿載排水量為6250tonne（6150長噸或6890短噸），但經過設計變更與擴充後，滿載排水量達到7000tonne（6900長噸或7700短噸）左右 ；據說原本西班牙F-100已經比原始設計超重，為了減輕上部重量，不安裝原訂的馬洛卡近迫武器系統，而澳洲霍巴特級則可針對艦體平台進行必要修正，這也是 霍巴特級滿載排水量勢必比F-100增加的原因。

### 戰系方面
霍巴特級的神盾系統是比西班牙F100更新的Baseline 7.1版，擁有CEC協同接戰能力；除了主要的AN/SPY-1D(V)1相位陣列雷達之外，原本澳洲還打算在AWD計畫中整合澳洲CEA公司新開發的CEA-FAR主動相位陣列雷達（詳見紐澳軍團級巡防艦一文），不過考量到這會大幅增加系統整合的複雜度，且AN/SPY-1D相位陣列雷達性能已經很優秀，因此最後取消了這個方案。 艦上其他雷達系統包括一具美國AN/SPQ-9B近程追蹤雷達與兩具L-3 Communications SAM Electronics的X頻導航雷達。除了Link-11/16資料鏈與CEC外， 霍巴特級也將配備X/Ka頻先進衛星通信地面基礎系統與海洋通信組件（Advanced SATCOM Terrestrial Infrastructure System Maritime Communications Elements，ASTIS MCE）、INMARSA艦隊寬頻通信系統、INMARSAT C、艦內通信與資訊傳輸系統等完善指管通情裝備，電子戰則包括ITT EDO ES-3701-02S電子戰系統、SwRI MBS-567A CESM電子支援系統以及美國與澳洲合作開發的MK-53 Nulka主動式電子反制誘餌 等。

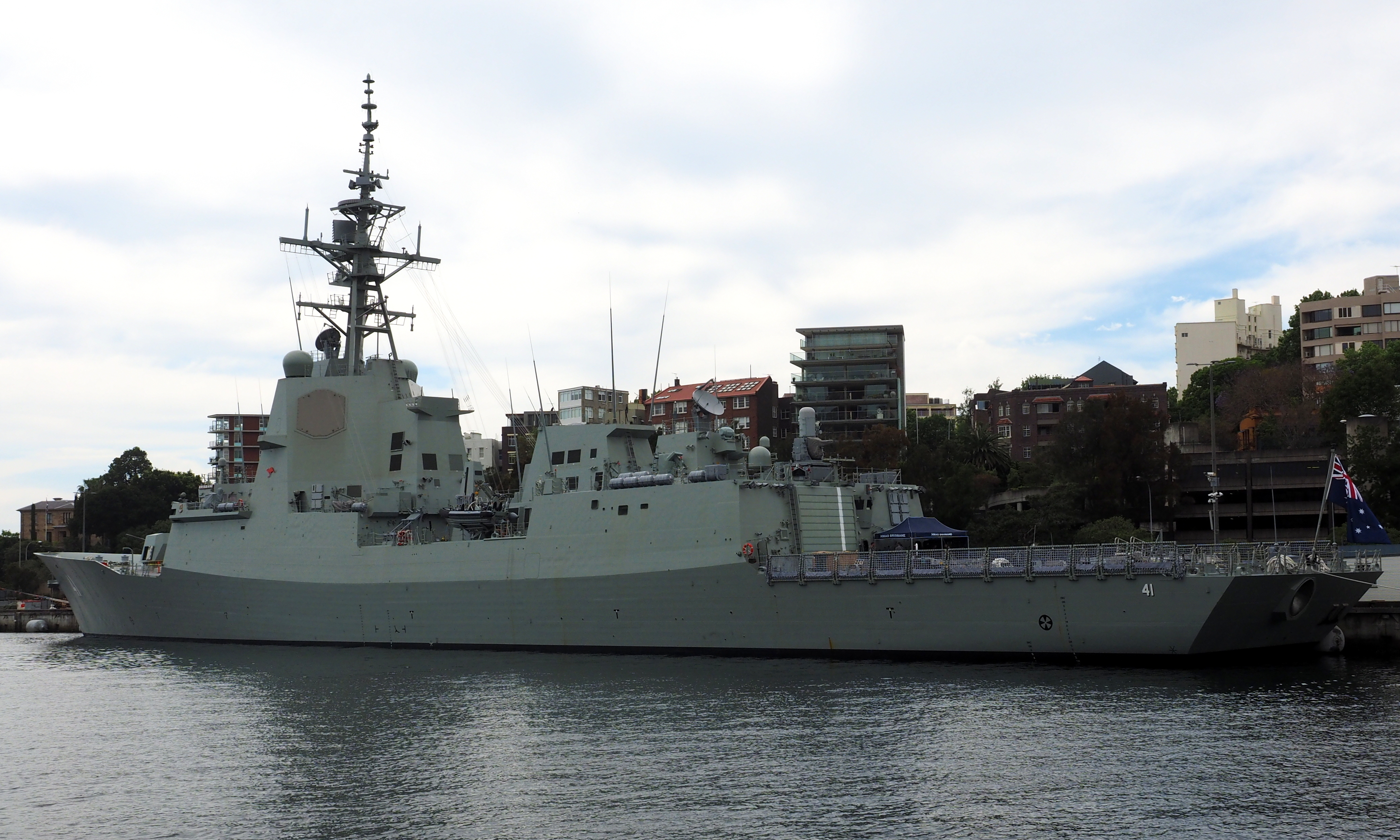
荷巴特級驅逐艦2號艦布里斯本號(DDGH 41)

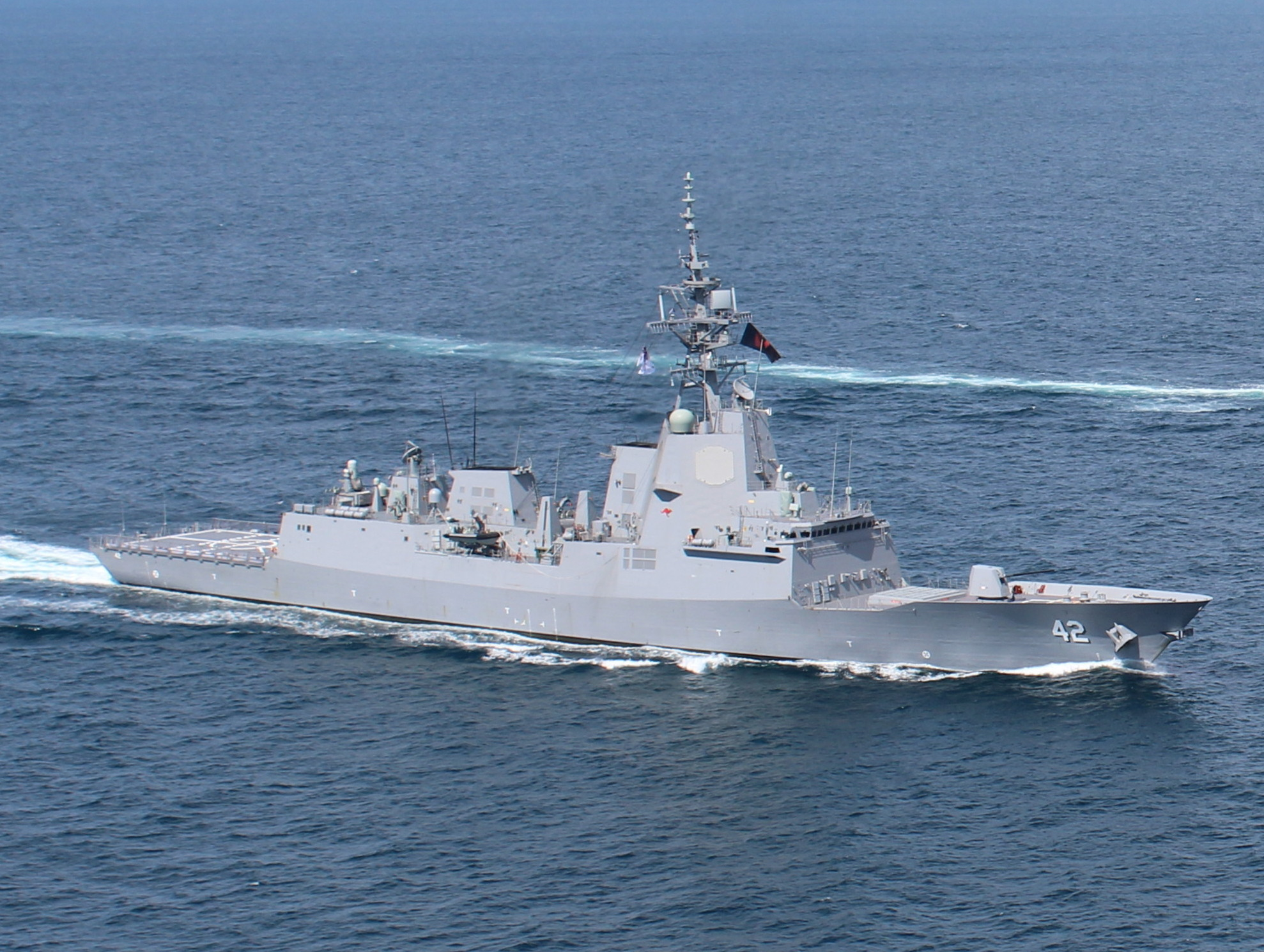
荷巴特級驅逐艦3號艦悉尼號(DDGH 42)

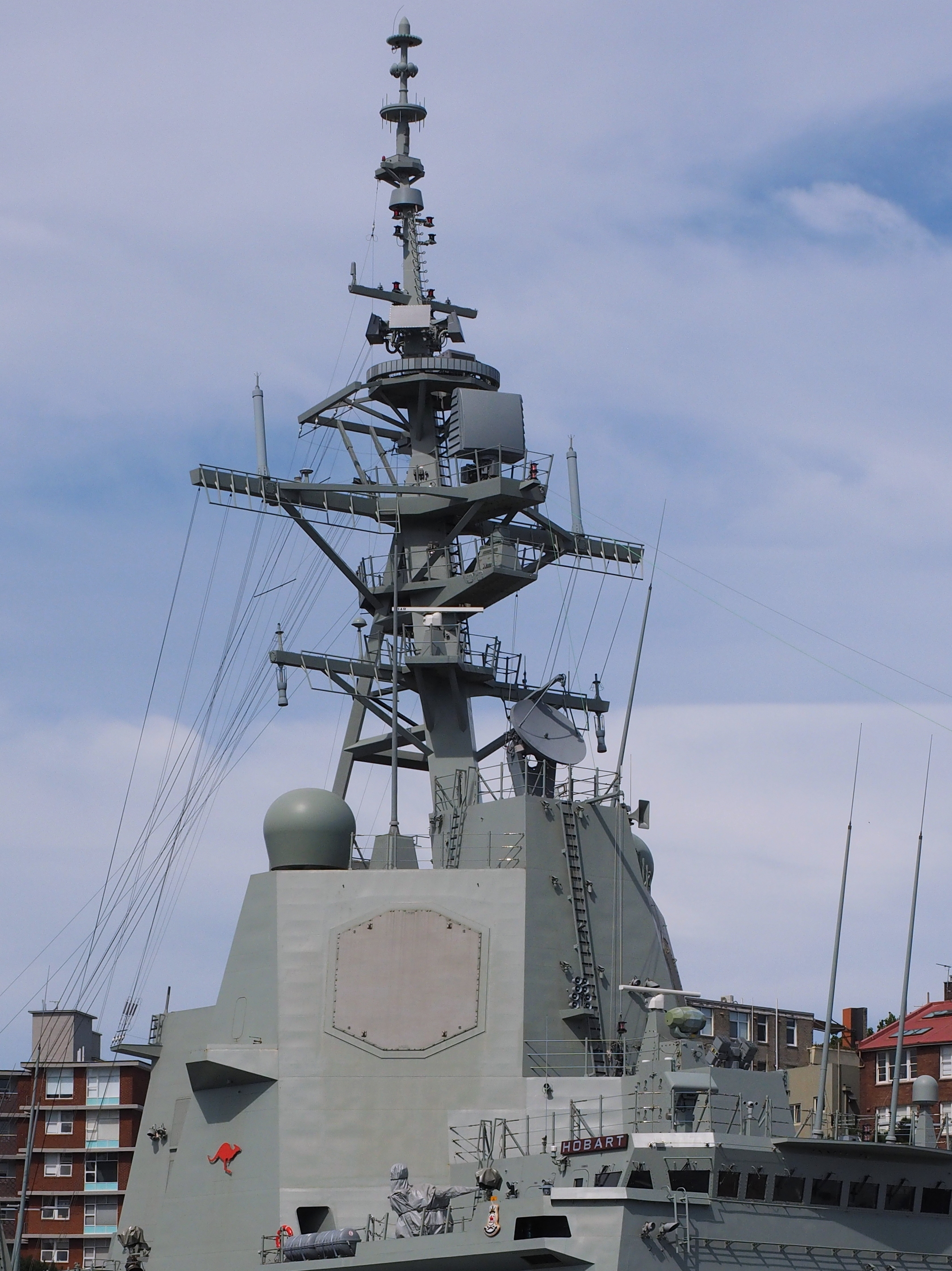
荷巴特級驅逐艦的桅杆和上層結構

### 武器方面
霍巴特級艦首配備一座MK-45 Mod4 5吋62倍徑艦砲，艦砲後方48管MK-41垂直發射器可裝填美製標準SM-2區域防空飛彈與ESSM近程防空飛彈，而根據2008年底完成的「武力2030：在亞太世紀中防衛澳洲」報告中，還表示霍巴特級日後將裝備SM-6區域防空飛彈與戰斧巡航飛彈（端視美國是否願意出售）。艦上也配備兩組四聯裝魚叉反艦飛彈，進行遠程水面打擊任務。反潛方面， 霍巴特級配備 新型新型主/被動拖曳陣列聲納，與神盾系統整合，武裝則為法/義合作開發的新型MU-90反潛魚雷 （魚雷發射系統為兩座MK-32 Mod9雙聯裝324mm魚雷管） ，並配備新型水下通信裝置；艦載直昇機方面，每艘荷柏特級將配備一架皇家澳洲海軍在2010年代中期開始接收的MH-60R反潛直昇機。為了強化近距離水面作戰能力 ，除了設置在機庫頂、具備反水面模式的MK-15 Block 1B近迫武器系統之外，霍巴特級也加裝皇家澳洲海軍已經使用、由以色列/美國合製的Typhoon MK-25 25mm遙控武器站系統（砲身為Bushmaster M242 鏈砲），每套武器站搭配一套Rafael Toplite穩定式瞄準儀。

## 同型艦
| 艦名       | 舷號   | 造船廠                                               | 下水時間       | 成軍時間       | 現狀   |
| ---------- | ------ | ---------------------------------------------------- | -------------- | -------------- | ------ |
| 霍巴特號   | DDG 39 | 澳洲/ASC（在ASC Shipyard at Techport, Adelaide總裝） | 2015年5月23日  | 2017年9月23日  | 服役中 |
| 布里斯班號 | DDG 41 | 澳洲/ASC（在ASC Shipyard at Techport, Adelaide總裝） | 2016年12月15日 | 2018年10月27日 | 服役中 |
| 悉尼號     | DDG 42 | 澳洲/ASC（在ASC Shipyard at Techport, Adelaide總裝） | 2018年5月19日  | 2020年5月18日  | 服役中 |